# Oost-Pruisisch voetbalkampioenschap 1932/33
In 1932/33 werd het achttiende Oost-Pruisisch voetbalkampioenschap gespeeld, dat georganiseerd werd door de Baltische voetbalbond.
Hindenburg Allenstein werd kampioen en plaatste zich voor de Baltische eindronde, de club doorbrak hiermee de hegemonie van de clubs uit Königsberg, die alle vorige edities op hun naam geschreven hadden. Als vicekampioen mocht ook Prussia-Samland naar die eindronde. Deze club werd ook kampioen, terwijl Hindenburg vicekampioen werd. Beide clubs plaatsten zich zo voor de eindronde om de Duitse landstitel. Prussia-Samland verloor met 7-1 van Beuthen SuSV 09. Hindenburg Allenstein versloeg Hertha BSC met 4-1 en kreeg dan een veeg uit de pan van Eintracht Frankfurt (12-2).

## Reguliere competitie
Vanwege de zware winters in het Baltische gebied kon er soms geruime tijd geen voetbal gespeeld worden, maar de competitie evenwel tijdig afgewerkt moest zijn om aan de nationale eindronde te kunnen deelnemen. Hierop werd geanticipeerd om de competitie van 1932/33 reeds in de herfst van 1931 te laten beginnen. 

### Bezirk Königsberg
| Plaats | Club                             | Wed. | W  | G | V | Saldo | Ptn. |
| ------ | -------------------------------- | ---- | -- | - | - | ----- | ---- |
| 1.     | SV Prussia-Samland Königsberg    | 10   | 10 | 0 | 0 | 60:9  | 20   |
| 2.     | VfB 1900 Königsberg              | 10   | 7  | 0 | 3 | 39:19 | 14   |
| 3.     | SV Rasensport-Preußen Königsberg | 10   | 6  | 0 | 4 | 37:27 | 12   |
| 4.     | SV Concordia 1911 Königsberg     | 10   | 4  | 0 | 6 | 31:32 | 8    |
| 5.     | Königsberger STV                 | 10   | 2  | 1 | 7 | 14:39 | 5    |
| 6.     | SpVgg ASCO 1902 Königsberg       | 10   | 0  | 1 | 9 | 12:67 | 1    |

|  | Geplaatst voor eindronde |
|  | Play-off voor het behoud |

Play-off
| Team 1         | Team 2                | Wed 1 | Wed 2 | Wed 3 |
| -------------- | --------------------- | ----- | ----- | ----- |
| PfL Königsberg | SpVgg ASCO Königsberg | 2 - 1 | 3 -4  | 4 - 5 |

### Bezirksliga Nord
| Plaats | Club                         | Wed. | W | G | V | Saldo | Ptn. |
| ------ | ---------------------------- | ---- | - | - | - | ----- | ---- |
| 1.     | VfL Grün-Weiß 1922 Gumbinnen | 10   | 7 | 1 | 2 | 28:27 | 15   |
| 2.     | Tilsiter SC 1907             | 10   | 7 | 0 | 3 | 31:14 | 14   |
| 3.     | SV Yorck Insterburg          | 10   | 7 | 0 | 3 | 29:21 | 14   |
| 4.     | Polizei-SV Tilsit            | 10   | 5 | 0 | 5 | 26:17 | 10   |
| 5.     | SV 1905 Insterburg           | 10   | 3 | 0 | 7 | 15:22 | 6    |
| 6.     | SC Preußen Insterburg        | 10   | 0 | 1 | 9 | 13:41 | 1    |

|  | Geplaatst voor eindronde |
|  | Degradatie               |

Promotie play-off
| Team 1     | Totaal | Team 2               | Wed 1 | Wed 2 |
| ---------- | ------ | -------------------- | ----- | ----- |
| VfB Tilsit | 6-12   | FC Preußen Gumbinnen | 3-3   | 3-9   |

### Bezirksliga Süd
| Plaats | Club                        | Wed. | W | G | V | Saldo | Ptn. |
| ------ | --------------------------- | ---- | - | - | - | ----- | ---- |
| 1.     | Rastenburger SV             | 10   | 6 | 2 | 2 | 26:15 | 14   |
| 2.     | SV Hindenburg Allenstein    | 10   | 6 | 1 | 3 | 28:13 | 13   |
| 3.     | SV Viktoria Allenstein 1916 | 10   | 6 | 1 | 3 | 22:22 | 13   |
| 4.     | SV Masovia Lyck             | 10   | 4 | 3 | 3 | 29:20 | 11   |
| 5.     | VfB Angerburg               | 10   | 2 | 2 | 6 | 18:32 | 6    |
| 6.     | SV Allenstein 1910          | 10   | 1 | 1 | 8 | 12:33 | 3    |

|  | Geplaatst voor eindronde |
|  | Degradatie               |

Promotie-eindronde
| Plaats | Club           | Wed. | W | G | V | Saldo | Ptn. |
| ------ | -------------- | ---- | - | - | - | ----- | ---- |
| 1.     | VfB Osterode   | 2    | 2 | 0 | 0 | 3:2   | 4    |
| 2.     | VfL Rastenburg | 2    | 1 | 0 | 1 | 5:5   | 2    |
| 3.     | SV Lötzen      | 2    | 0 | 0 | 2 | 2:3   | 0    |

|  | Promotie |

## Eindronde
Na vijf speeldagen vielen de twee laatst geklasseerden af en speelden de overige vier clubs nogmaals tegen elkaar. 
| Plaats | Club                          | Wed. | W | G | V | Saldo | Ptn. |
| ------ | ----------------------------- | ---- | - | - | - | ----- | ---- |
| 1.     | SV Hindenburg Allenstein      | 8    | 5 | 1 | 2 | 31:12 | 11   |
| 2.     | SV Prussia-Samland Königsberg | 8    | 5 | 0 | 3 | 22:17 | 10   |
| 3.     | Tilsiter SC                   | 8    | 4 | 2 | 2 | 19:17 | 10   |
| 4.     | VfB Königsberg                | 8    | 4 | 1 | 3 | 17:15 | 9    |
| 5.     | Rastenburger SV               | 5    | 1 | 0 | 4 | 10:15 | 2    |
| 6.     | VfL Grün-Weiß Gumbinnen       | 5    | 0 | 0 | 5 | 8:31  | 0    |

|  | Kampioen, geplaatst voor Baltische eindronde     |
|  | Vicekampioen, geplaatst voor Baltische eindronde |